# Mars rover
Un Mars rover o astromòbil de Mart és un astromòbil (vehicle tot terreny) que s'utilitza per explorar el planeta Mart. Se'ls utilitza perquè fins ara sempre ha estat massa costós i difícil enviar una missió tripulada a Mart, i perquè les sondes i satèl·lits són massa limitats (a causa de la seva immobilitat i de la seva distància de la superfície, respectivament) per a explorar la superfície marciana.

## Introducció

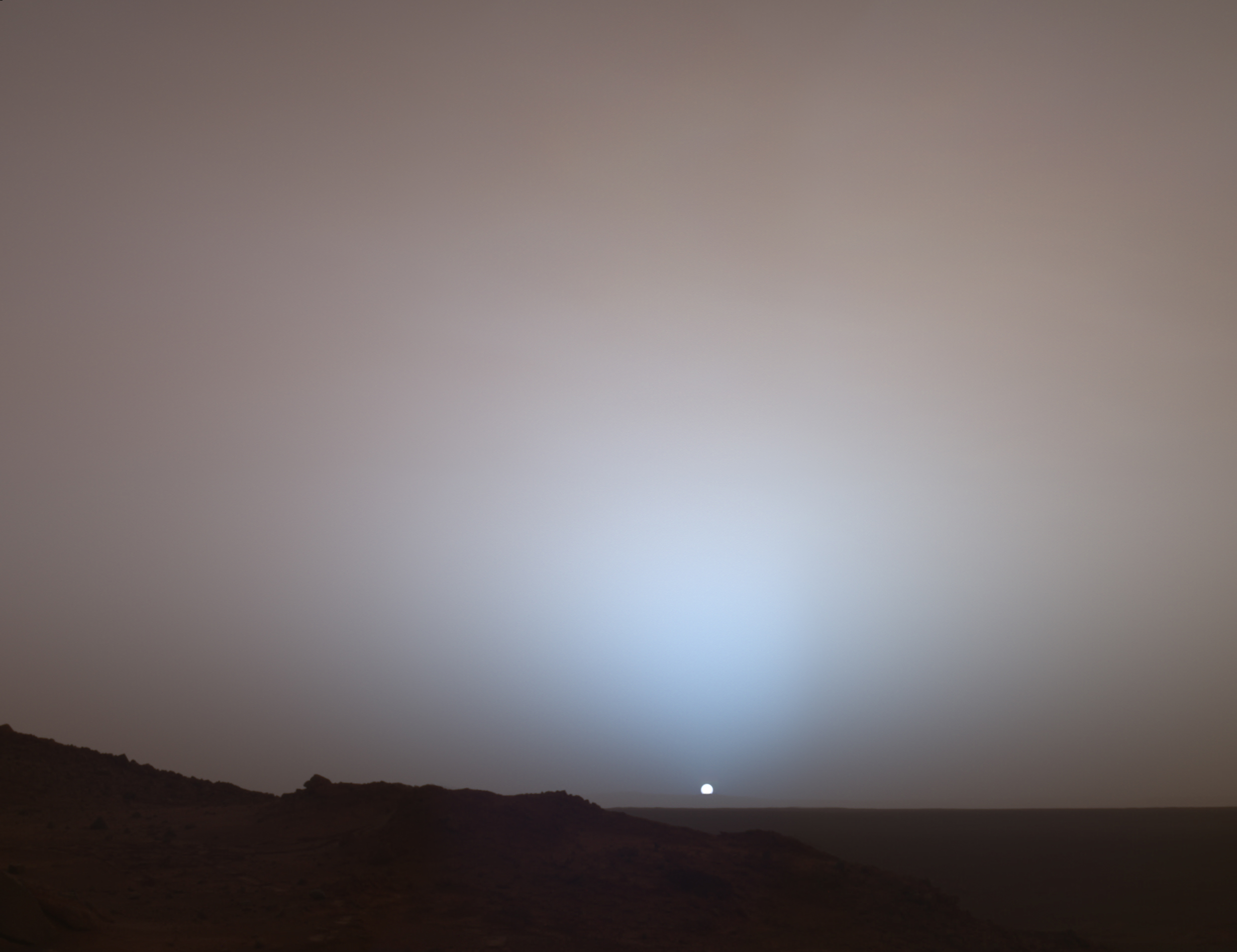
Fotografia d'una posta de sol marciana presa per l'Spirit al cràter Gusev.

Fins ara s'han enviat cinc astromòbils a Mart, i es preveu el llançament de dos més:
- Mars 2 Prop-M, 1971
- Mars 3 Prop-M, 1971
- Sojourner, Mars Pathfinder, 4 de juliol del 1997
- Spirit, Mars Exploration Rover, 4 de gener del 2004
- Opportunity, Mars Exploration Rover, 25 de gener del 2004
- Mars Science Laboratory
- ExoMars

Els mòduls d'aterratge del Mars 2 i 3, llançats el 1971, tenien dos petits astromòbils marcians de 4,5 kg anomenats Prop-M, destinats a moure's per la superfície per mitjà d'esquís, restant connectats al mòdul d'aterratge amb un cable umbilical de quinze metres. A causa dels accidents d'ambdós mòduls, cap dels dos astromòbils va entrar en acció.
El primer vehicle amb èxit, el Sojourner, va ser llançat per la NASA el 4 de desembre del 1996 com a part de la missió Pathfinder i va aterrar a Mart el 4 de juliol del 1997. L'enginyer en cap de l'equip de disseny de l'astromòbil era Jacob Matijevic.
La NASA va usar un disseny nou i més gran pels dos Mars Exploration Rovers: l'Spirit i l'Opportunity.L'Spirit va aterrar al cràter Gusev el 4 de gener del 2004 i l'Opportunity ho va fer al Meridiani Planum tres setmanes més tard.
Fins ara, tots els astromòbils han estat petits vehicles robòtics dissenyats per a moure's només uns quants centenars de metres, però els tres de la NASA han sobrepassat les expectatives tant en termes de distància recorreguda com de temps operatiu. El 18 de febrer de 2021, la Perseverance de la NASA va aterrar a Mart, pocs dies després de l’aterratge de la Hope Probe dels Emirats Àrabs Units.

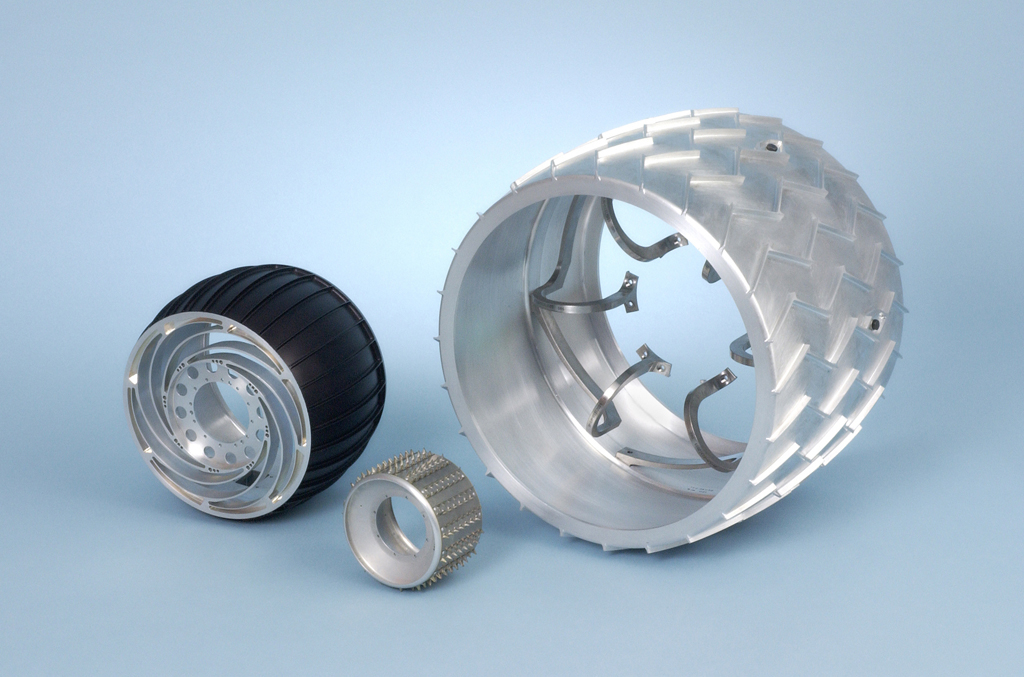
Comparació de la mida de les rodes de: Mars Pathfinder, Mars Exploration Rover, Mars Science Laboratory.

### Mapa interactiu de Mart
El següent mapa d'imatge del planeta Mart conté enllaços interns a característiques geogràfiques destacant les ubicacions dels astromòbils i els mòduls de descens. Feu clic en les característiques i us enllaçarà a les pàgines dels articles corresponents. El nord està a la part superior; les elevacions: vermell (més alt), groc (zero), blau (més baix).